# ゼンダ城の虜 (1952年の映画)
『ゼンダ城の虜』（The Prisoner of Zenda）は、1952年のアメリカ合衆国の映画。アンソニー・ホープによる同名小説を映画化した作品であり、過去に公開された同小説の映画版（1937年の映画と1922年のサイレント映画）のリメイク作でもある。
リチャード・ソープ監督の作品で、出演はスチュワート・グレンジャーなど。

## キャスト
| 役名                     | 俳優                       | 日本語吹替 |
| ------------------------ | -------------------------- | ---------- |
| ルドルフ王               | スチュワート・グレンジャー | 納谷悟朗   |
| ルドルフ・ラッセンデイル | スチュワート・グレンジャー | 納谷悟朗   |
| フラビア姫               | デボラ・カー               | 水城蘭子   |
| ルパート・ヘンツァウ     | ジェームズ・メイソン       | 横森久     |
| ザプト                   | ルイス・カルハーン         | 島宇志夫   |
| アントワネット           | ジェーン・グリア           | 武藤礼子   |
| 枢機卿                   | ルイス・ストーン           |            |

- 日本語吹替：テレビ版・初回放送1970年1月8日『木曜洋画劇場』

## スタッフ
- 監督：リチャード・ソープ
- 製作：パンドロ・S・バーマン
- 原作：アンソニー・ホープ
- 脚本：ジョン・L・ボルダーストン
- 撮影：ジョセフ・ルッテンバーグ
- 音楽：アルフレッド・ニューマン